# Jeff Balsmeyer
Jeff Balsmeyer (Roma, 25 maggio 1962) è un regista e direttore artistico statunitense.

## Biografia
Nel 1992 inizia carriera di regista realizzando il cortometraggio, The room, che ha vinto il premio per il miglior cortometraggio al Festival di Cannes Semaine de la Critique ed è stato scelto come film di apertura della serie del nuovo regista al Museum of Modern Art di New York. Il film ha anche ottenuto importanti riconoscimenti al prestigioso Clermont-Ferrand Film Festival, all'Oberhausen Film Festival ed il premio miglior cortometraggio al Torino film festival.
Un anno dopo, Jeff ha vinto il premio come regista emergente dell'anno dal Lincoln Center di New York. Prima di allora, Jeff Balsmeyer ha lavorato come direttore artistico e seconda unità di regia in oltre cinquanta film. Nel 2009 al Phoenix Film Festival ha ricevuto i premi come miglior regia e miglio film per il lungometraggio Ingenius.

## Filmografia parziale

### Regia
- The room (1992) - cortometraggio
- Piovuto dal cielo (Danny Deckchair) (2003)
- Ingenious (2009)
- Relaxo (Commercial) (2014) - cortometraggio

### Direttore artistico
- Nessuna pietà, regia di Richard Pearce (1986)
- Il tagliaerbe, regia di Brett Leonard (1992)
- L'ultimo dei Mohicani, regia di Michael Mann (1992)
- Malcolm X, regia di Spike Lee (1992)
- Scent of a Woman - Profumo di donna, regia di Martin Brest (1992)
- Heat - La sfida, regia di Michael Mann (1995)